# 大宮統括センター
大宮統括センター（おおみやとうかつセンター）は、東日本旅客鉄道（JR東日本）大宮支社の駅・運転士・車掌を所管する組織である。
2024年3月16日に大宮営業統括センター、大宮運転区、大宮車掌区を統合して発足。2025年3月15日に浦和西営業統括センターを更に統合する。

## 所管

### 駅
- 大宮駅 - 所長所在駅
- 大宮操車場駅
- 東大宮操車場駅
- 戸田公園駅
- 戸田駅★
- 北戸田駅★
- 武蔵浦和駅
- 中浦和駅★
- 南与野駅★
- 与野本町駅★
- 北与野駅★
- 日進駅★
- 西大宮駅★
- 指扇駅★
- 南古谷駅
- 川越駅
- 西川越駅★
- 的場駅★
- 笠幡駅★
- 武蔵高萩駅★

★: JR東日本ステーションサービスに業務委託

### 乗務ユニット
- 大宮駅構内に設置（旧大宮運転区・大宮車掌区）
- 担当線区（運転士）
  - 埼京線：大崎駅 - 大宮駅間
  - 川越線：大宮駅 - 川越駅間

- 担当線区（車掌）
  - 埼京線：大崎駅 - 大宮駅間
  - 川越線：大宮駅 - 川越駅間

## 歴史
- 2022年10月1日 - 大宮営業統括センター（大宮、大宮操車場、東大宮操車場、南古谷、川越各駅の統合）・浦和西営業統括センター（戸田公園、武蔵浦和、北朝霞各駅の統合）が発足。
- 2024年3月16日 - 大宮営業統括センターに、大宮運転区・大宮車掌区の一部行路を統合して大宮統括センター発足。大宮営業統括センター、大宮運転区、大宮車掌区を廃止する。
- 2025年3月15日 - 大宮統括センターに、浦和西営業統括センターを更に統合する。浦和西営業統括センターを廃止する。